# Pablo Gijón
Pablo Gijón (* 28. April 1983) ist ein ehemaliger spanischer Eishockeyspieler, der zuletzt bis 2010 beim Majadahonda HC in der Spanischen Superliga unter Vertrag stand.

## Karriere
Pablo Gijón begann seine Karriere als Eishockeyspieler beim CH Madrid, für den er in der Saison 2003/04 sein Debüt in der Spanischen Superliga gab. Nachdem der Klub 2006 den Spielbetrieb einstellte, wechselte er zu dessen Ligarivalen, dem Madrider Vorstadtverein Majadahonda HC, für den er bis 2010 spielte. Anschließend beendete er seine Karriere.

### International
Für Spanien nahm Gijón im Juniorenbereich an der U20-Junioren-D-Weltmeisterschaft 2002 sowie der U20-Junioren-C-Weltmeisterschaft 2003 teil. Im Seniorenbereich stand er im Aufgebot seines Landes bei den C-Weltmeisterschaften 2006, 2007 und 2008 und absolvierte sechs Spiele in der Qualifikation zu den Olympischen Winterspielen 2010 in Vancouver.

## Erfolge und Auszeichnungen
- 2002 Aufstieg in die Division II bei der U20-Junioren-Weltmeisterschaft der Division III